# Grb Irana
Grb Islamske Republike Iran u sadašnjem obliku postoji od 1980. godine, neposredno nakon Iranske revolucije.
Grb predstavlja stilizirano perzijsko-arapsko pismo riječi Alah (Bog, ﺍﷲ).
Simbolički sastoji se od 4 polumjeseca i mača. Četiri polumjeseca predstavljaju riječ Alah, i u isto vrijeme frazu: La ilaha illa Allah („Samo je jedan Bog”), kako je objašnjeno u detalje u Iranskom standardu (ISIRI 1). 
Svih pet dijelova grba simboliziraju principe islama. Iznad mača, nalazi se šada (shadda): u perzijsko-arapskom pismu naglašava dvostruku vrijednost slova, ovdje naglašava snagu mača i simbolizira Kuran. Obris grba je odabran zbog podsjećanja na cvijet tulipana, zbog svih koji su dali svoj život za Iran. Prema starom vjerovanju u Iranu koje potječe iz iranske mitologije - kada mlad vojnik pogine za domovinu crveni će tulipan izrasti na njegovom grobu.
Grb je dizajnirao Hamid Nadimi, i službeno je usvojen od Homeinija 9. svibnja 1980. godine. 
Grb je kao simbol upisan u Unicode-sustavu, pod Mješovitim Simbolima, i kod mu je: U+262B (☫).

## Vanjske poveznice
- (hrv.) Iranski kulturni centar (Zagreb): Iranska zastava i grb  Arhivirana inačica izvorne stranice od 14. kolovoza 2011. (Wayback Machine)